# Vuori-Kattila
Vuori-Kattila är en ö i Finland.   Den ligger i kommunen Nådendal i den ekonomiska regionen  Åbo ekonomiska region  och landskapet Egentliga Finland, i den sydvästra delen av landet, 190 km väster om huvudstaden Helsingfors.
Terrängen på Vuori-Kattila är mycket platt. Öns högsta punkt är 10 meter över havet.